# O Hydrophobo
O hydrophobo é um livro de estética naturalista de contos do autor brasileiro Faria Neves Sobrinho, editado em 1896 pela Casa Hugo e Cia. do Recife.
Considerado uma das obras mais raras do Brasil, exatamente porque nunca foi reeditada, o volume saiu por uma certa Colecção Esmeralda Illustrada, que anunciava outros exemplares, como Um coração, de Gervásio Arruda e Um vencido, de Paulo d'Arruda, ambos um ano antes.
O hydrophobo saiu do prelo em 1896, numa belíssima edição ilustrada, em excelente papel e magnífica impressão. O trabalho gráfico, que é semelhante ao das edições em oitavo de Sully Preudhomme feitas na mesma época pela livraria de Alphonse Lamerre e muito populares no Brasil, é de responsabilidade da Tipografia Jablonski, Vogt e Companhia, de Paris.
A capa, impressa em negro e verde, conta com uma pequena ilustração representando dois homens que transportam um cão hidrófobo. Nenhuma informação é dada que identifique o ilustrador, que provavelmente seria um artista local.
Faria Neves Sobrinho é o autor do volume, que sairia dois anos antes da sua clássica obra, Morbus, esta recentemente reeditada por Lucilo Varejão Filho.
Os historiadores do Naturalismo o conferem grande valor, malgrado o autor não esteja no rol dos escritores mais conhecidos. João Pacheco declara no volume 2 de sua obra O Realismo (1870-1900): "Não escasseiam qualidades, a denunciar mesmo virtudes de autêntico romancista." (Pacheco,1968, p.142). Contudo, com relação a este livro de contos, declara que não pôde achá-lo, a exemplo de outro grande crítico, Lúcia Miguel-Pereira, que infelizmente também não o encontrou, mas pôde ler um conto apenas, o que dá título à obra, e que fôra transcrito no antigo suplemento de
A Manhã em 20 de setembro de 1943.
O hydrophobo consta de cinco peças: "O hydrophobo" (pp.1-54), "Zé Pinga-Fogo" (pp.55-70), "O Belmiro" (pp.73-87), "Infanticida" (pp.89-110) e "Em um túnel" (pp.111-123). Não existe nenhuma ligação temática entre os contos, embora haja a presença da violência.
Infelizmente a nossa crítica literária o tem relegado esse tempo todo, a exemplo também da indústria editorial. Os poucos exemplares sobreviventes se encontram nas mãos de colecionadores, não havendo tampouco um na Academia Pernambucana de Letras, a qual o autor fez parte.

## Referência
- COUTINHO, Afrânio; SOUSA, J. Galante de. Enciclopédia de literatura brasileira. São Paulo: Global.